# Пухов, Станислав Евгеньевич
Станислав Евгеньевич Пухов (28 июня 1977 Москва, СССР) — российский бадминтонист, член олимпийской сборной России 2008 года, многократный чемпион России. Играет в клубе «Приморье» (Владивосток). В 2007 году выступал на Кубке Европы.